# Nichrome

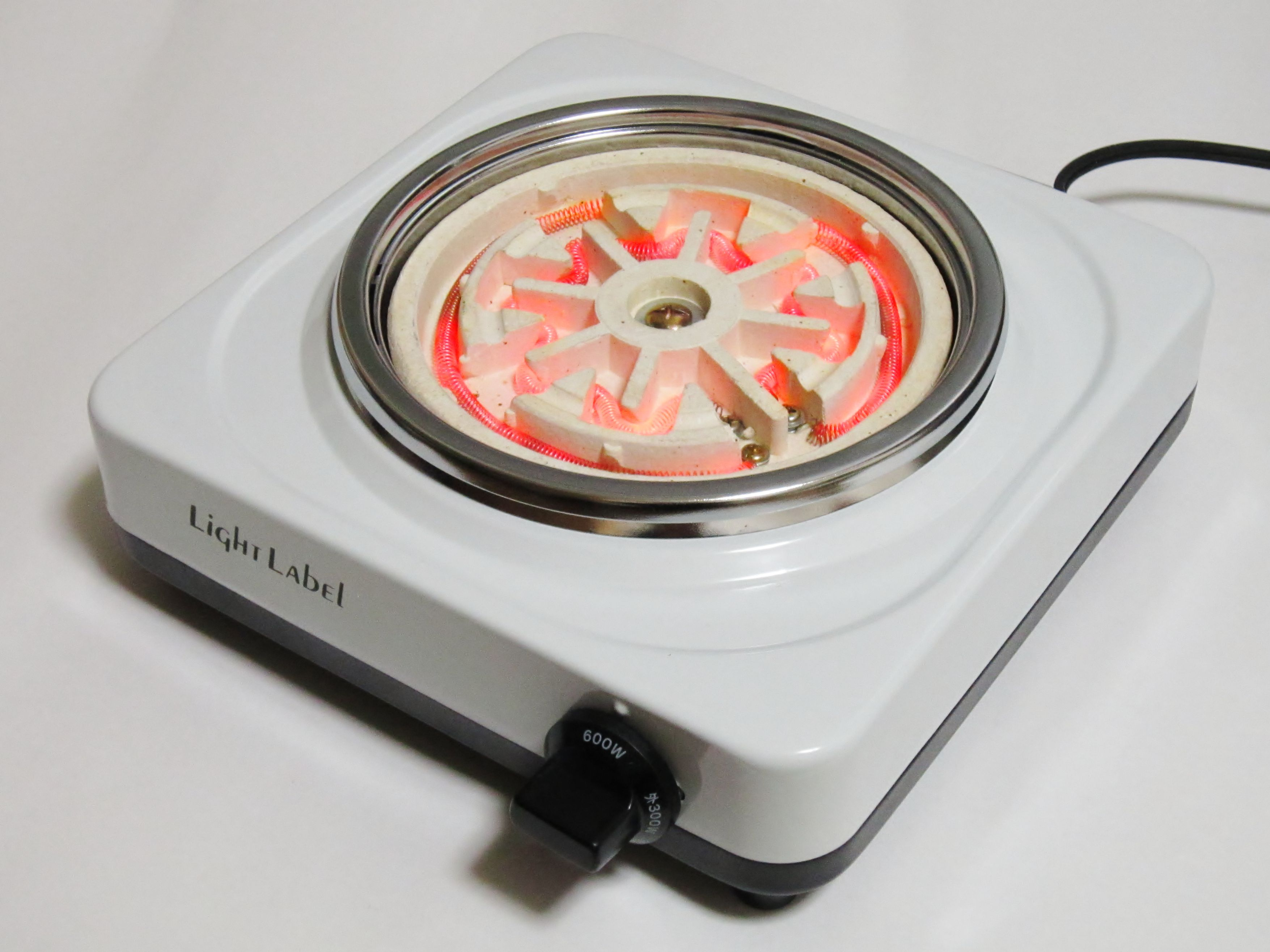
Cuisinière électrique utilisant du fil en nichrome.

Le nichrome est un alliage non magnétique de nickel et de chrome. Une nuance d'alliage souvent rencontrée est composée à 80 % de nickel et à 20 % de chrome, mais il en existe plusieurs autres pour satisfaire les diverses applications. Il est de couleur gris argenté, est résistant à la corrosion et possède une température de fusion d’environ 1 400 °C. À cause de sa grande résistivité et de sa bonne résistance à l’oxydation à hautes températures, il est largement utilisé dans des éléments chauffants tels que les sèche-cheveux, les fours électriques, les grille-pain et dans les cigarettes électroniques. Généralement, le fil de nichrome est enroulé en bobines pour atteindre une certaine résistance électrique qui produira de la chaleur.
Le nichrome est utilisé dans l’industrie des explosifs et des feux d’artifice en tant que système d’allumage fiable dans les allumettes électriques.

## Table des propriétés du nichrome
Les données suivantes sont le reflet de l’alliage le plus couramment utilisé.
| Propriétés physiques                                          | Valeur      | Unités |
| ------------------------------------------------------------- | ----------- | ------ |
| Module d'élasticité                                           | 2,2 × 1011  | Pa     |
| Densité relative                                              | 8,4         | Aucune |
| Masse volumique                                               | 8400        | kg/m3  |
| Point de fusion                                               | 1 400       | °C     |
| Résistivité à 20 °C                                           | 1,08 × 10−6 | Ω⋅m    |
| Chaleur massique                                              | 450         | J/kg°C |
| Conductivité thermique                                        | 11,3        | W/m/°C |
| Dilatation thermique                                          | 14 × 10−6   | m/m/°C |
| À température et pression normale sauf indications contraires |             |        |